# 文鳳抄
『文鳳抄』（ぶんぽうしょう）（なお、文鳳鈔とするものや、『秘抄』と題する写本もあり、一定でない）は菅原為長の撰した書である。
詩文作成のための語彙や故事などの参考書といった趣のもので、その性格は、和製類書といっても良いものである。
先行する和製類書の幼学指南抄などが漢文であるのに対し、片仮名交じりの訓読漢文となっているところが特徴である。
成立については、おそらく初編本が成った後も、数度の増補がされていたはずであるため、はっきりとしない。ただ、成立に関する諸説をまとめると、建暦元年（1211年）から嘉禎元年（1235年）の間ごろに成立したと考えられる。